# Géographie du Qatar
Le Qatar est une péninsule de 11 586 km2 situé sur la rive sud du golfe Persique. Il est limitrophe de l'Arabie saoudite au sud et de Bahreïn au nord-ouest (il n'est séparé des Émirats arabes unis que par le port naturel saoudien de Khor Duweihin). Le pays s'étend sur 160 km de longueur et 80 km dans sa largeur. Ses 563 km de côtes lui ont permis durant une longue période d’avoir pour principales ressources la pêche et les huîtres perlières.
La péninsule qatarienne est longue de 160 kilomètres dans le golfe Persique. Une grande partie du pays est une plaine stérile recouverte de sable. Au sud-est se trouve la spectaculaire Khor Al Adaid ou « la mer intérieure ». Le pays est plat, son point culminant, le Qurayn Abu al Bawl, se situe dans le Jebel Dukhan et pointe à environ 103 m. C’est dans ce secteur que l’on trouve les principaux gisements terrestres de pétrole du Qatar, alors que les gisements de gaz naturel sont en mer, au nord-ouest de la péninsule.
Le climat du Qatar est désertique, chaud en été et très doux en hiver. Pendant l’été, les températures varient de 40 °C à 50 °C. Les averses hivernales sont minimes et la pluviométrie n’excède pas 75,2 mm par an. La végétation du Qatar est typique d’un climat désertique : maigre, éparse, constituée de quelques broussailles épineuses et de quelques arbres d’espèces peu variées (parmi lesquelles prédominent les palmiers...). Les pluies d’hiver et de printemps viennent chaque année reverdir le désert, mais seulement pendant quelques semaines.
Doha, la capitale du Qatar, est sa ville principale, elle abrite le Palais royal (Diwan Emiri) et concentre la moitié de la population qatarienne, ainsi que la quasi-totalité des infrastructures hôtelières et sportives du pays.